# Morning view XXIII
Albums de Incubus
8 (album)
(2017) -
Morning view XXIII est le neuvième album studio du groupe de rock alternatif californien Incubus, sorti le 10 mai 2024.

## Liste des chansons
| No  | Titre                        | Durée |
| --- | ---------------------------- | ----- |
| 1.  | Nice to Know You (XXIII)     |       |
| 2.  | Circles (XXIII)              |       |
| 3.  | Wish You Were Here (XXIII)   |       |
| 4.  | Just a Phase (XXIII)         |       |
| 5.  | 11am (XXIII)                 |       |
| 6.  | Blood on the Ground (XXIII)  |       |
| 7.  | Mexico (XXIII)               |       |
| 8.  | Warning (XXIII)              |       |
| 9.  | Echo (XXIII)                 |       |
| 10. | Have You Ever (XXIII)        |       |
| 11. | Are You In? (XXIII)          |       |
| 12. | Under My Umbrella (XXIII)    |       |
| 13. | Aqueous Transmission (XXIII) |       |